# 사랑의 추억
사랑의 추억(Sous Le Sable, Under The Sand)은 프랑스에서 제작된 프랑소와 오종 감독의 2000년 드라마 영화이다. 샬롯 램플링 등이 주연으로 출연하였고 올리비에 델보스크 등이 제작에 참여하였다.

## 출연

### 주연
- 샬롯 램플링
- 브루노 크레머

### 조연
- 자크 놀로
- 알렉산드라 스튜어트
- 피에르 베르니에
- 안드리 타인시

## 제작진
- 의상: 파스칼린 샤반느
- 배역: 안토니에트 불라

## 한국어 더빙 성우진(KBS, 2005년 11월 20일)
- 주희 - 마리 (샬롯 램플링)
- 박상일 - 쟝 (브루노 크레머)
- 정기항 - 제라르 (피에르 베니에)
- 김세한 - 뱅상 (자크 놀로)
- 임수아 - 아만다 (알렉산드라 스튜어트)
- 이연희 - 수잔 (안드리 타인시)